# 汉斯·维纳
汉斯·约根森·维纳（1914年4月2日—2007年1月26日）是丹麦著名建筑师和家具建筑师。
维纳于1931年拿到了木匠教育的文凭，并于1936至1938年在丹麦艺术工艺学校学习。在1940年至1943年，他为阿纳·雅克布森设计的奥胡斯市政厅设计了家具。 Wegner是一名独立建筑师，并在丹麦艺术工艺学校的家具学院担任教师。1940年后，他为丹麦一些公司设计家具。除了家具，他还设计银器，壁纸和灯具。 Wegner着名的Hejsependel - 首次在1962年的秋季木工展上展出 - 仍然由丹麦照明制造商Pandul生产。维纳最初为哥本哈根斯堪的纳维亚酒店设计的整个OPALA系列也是这样。
维纳主要以他设计的椅子而闻名，例如。 1944年的中国椅，1947年的孔雀椅，1949年的圆椅因为1960年美国肯尼迪和尼克松之间的电视辩论而世界闻名，还有1950年的Y椅，1953年的Jakkens Hvile，1960年的公牛椅和1965年的扶手椅。
维纳与芬兰设计师兼雕塑家Tapio Wirkkala一起获得了1951年的第一个Lunning奖。1997年，他在日本大阪获得了第8届国际设计奖。同年，他成为伦敦皇家艺术学院的名誉博士。
在维纳南日德兰半岛的出生地Tønder，旧水塔被改建为维纳博物馆。穿过水塔的各个楼层，您可以看到维纳设计的各种家具。